# Coelichneumon brunneri
Coelichneumon brunneri är en stekelart som först beskrevs av Sievert Allen Rohwer 1913.  Coelichneumon brunneri ingår i släktet Coelichneumon och familjen brokparasitsteklar. Inga underarter finns listade i Catalogue of Life.